# Ramon Roigé i Badia
Ramon Roigé i Badia (Cabassers, Priorat, 2 de març de 1856 - El Prat de Llobregat, 28 de març de 1932) fou un farmacèutic, botànic i jutge de pau català.
Fill i net i germà de metges, ell estudià farmàcia a la Universitat de Barcelona, on en va obtenir la llicenciatura el 1877. El 1886 s'establí com a farmacèutic al Prat de Llobregat, a la farmàcia de la plaça de la Vila, que adquirí a l'anterior farmacèutic i que després traslladà a l'actual carrer d'Ignasi Iglesias (aleshores era carrer de Tos). També fou jutge de pau l'any 1907. Visqué en El Prat fins a la seva mort el 1932.
En El Prat, Roigé participà en les activitats literàries i científiques que s'hi duien a terme. És autor d'un estudi molt detallat de la flora del Prat: La flora del Prat de Llobregat. El 1898 consta com a soci delegat del Centre Excursionista de Catalunya i el 1904, com a soci corresponent de la Institució Catalana d'Història Natural.
Col·laborà amb el canonge Jaume Almera i Comas amb relació a les aigües freàtiques del delta del Llobregat. Almera confirmà l'existència d'una capa aqüífera sota El Prat de Llobregat i la possibilitat d'aprofitar aquelles aigües mitjançant la construcció de pous artesians; en un estudi publicat el 1895 escrivia que en el Delta hi havia «…una capa acuífera en todo él, y por consiguiente debajo del casco urbano del citado pueblo». Aquell mateix any ja s'havien perforat en terme municipal del Prat més de vint-i-cinc pous artesians. En fer-se les primeres perforacions, Roigé mantenia Almera informat del rendiment dels pous.
Roigé havia denunciat les condicions antihigièniques d'algunes zones del Prat, a causa dels mosquits, que transmetien el paràsit del paludisme i de tant en tant causaven brots d'aquesta malaltia. En la dècada de 1920, va col·laborar en la lluita contra aquesta malaltia, impulsada pel Dr. Gustavo Pittaluga Fattorini. Roigé distribuïa els preparats de quinina, que eren d'origen italià.
El seu fill descrivia que, a la rebotiga de la farmàcia, al vespre solia fer-se una tertúlia de llicenciats.

## Reconeixements
El 1904 rebé un premi del Col·legi de Farmacèutics de Barcelona pel seu treball sobre la flora pratenca. L'Acadèmia de Ciències li concedí un premi per un treball sobre l'eclipsi de sol del 30 d'agost de 1905 en què tractà diversos aspectes astronòmics i meteorològics. Va rebre també diversos premis en Jocs Florals. L'any 1969, l'Ajuntament del Prat de Llobregat va acordar posar el seu nom a una plaça «en reconeixement de la seva labor professional i per la seva estreta vinculació a la ciutat».